# Terrick-Terrick-Nationalpark
Der Terrick-Terrick-Nationalpark ist ein Nationalpark im Norden des australischen Bundesstaates Victoria, 225 km nordwestlich von Melbourne, 45 km westlich von Echuca und 65 km nördlich von Bendigo.

## Flora, Fauna und Kultur
Im Park nördlich der Kleinstadt Mitiamo finden sich bedeutende Restbestände von Eukalyptuswald der Species Box-Ironbark, sowie für den Norden Victorias typisches, ebenes Grasland. Außerdem liegt der Park in der Nähe des Kow Swamp (im Norden am Murray River), wo man paläontologische Funde getätigt hat, die Einblicke in die Ursprünge der Aborigines bieten.
Der Terrick-Terrick-Nationalpark ist einer der letzten Rückzugsgebiete für den Steppenläufer, eine vom Aussterben bedrohte Vogelart.

## Einrichtungen
Es gibt etliche Wanderwege und einen einfach ausgestatteten Campingplatz im Park. Trinkwasser ist nicht verfügbar und muss daher von den Besuchern selbst mitgebracht werden.